# Introspecção
Introspecção é o ato pelo qual o sujeito observa os conteúdos de seus próprios estados mentais, tomando consciência deles. Dentre os possíveis conteúdos mentais passíveis de introspecção, destacam-se as crenças, as imagens mentais, memórias (sejam visuais, auditivas, olfativas, sonoras, tácteis), as intenções, as emoções e o conteúdo do pensamento em geral (conceitos, raciocínios, associações de ideias). 
Há um debate contemporâneo nos campos da Epistemologia e da Filosofia da Mente acerca da natureza, das características e da validade do conhecimento gerado pela introspecção (autoconhecimento). Um exemplo de questão levantada neste âmbito é a seguinte: Na introspecção, o sujeito tem acesso direto (não mediado, não inferencial) ao objeto.
Muitos filósofos usaram esse método de investigação que é estimulado a partir de um dos sete apotegmas mais famosos da filosofia de Sócrates ao propôr: "Conhece-te a ti mesmo". Após muitos anos em declínio Descartes para chegar a suas conclusões, como "Penso, logo existo!".

## Psicologia
É o método original da psicologia, usado desde a sua fundação por Wundt e William James em seus respectivos laboratórios para verificar o funcionamento da mente. Foi usada por exemplo por Jean Piaget, Sigmund Freud, Titchener e Aaron Beck. 
É geralmente muito estimulada na psicoterapia, como na psicanálise e na terapia cognitivo-comportamental, onde o sujeito pode ser levado a refletir sobre a consequência de suas ações, seu modo de pensar e sobre formas de pensar mais eficazes e que levem a diminuir seu sofrimento.
O behaviorismo se opõe ao uso da introspecção por considerá-la pouco confiável do ponto de vista científico, pois este exige fatos observáveis e evidências analisáveis. Watson defende que é possível fazer uma psicologia sem nenhuma introspecção, pois os processos internos são analisáveis nos comportamentos expressados.